# Choleno

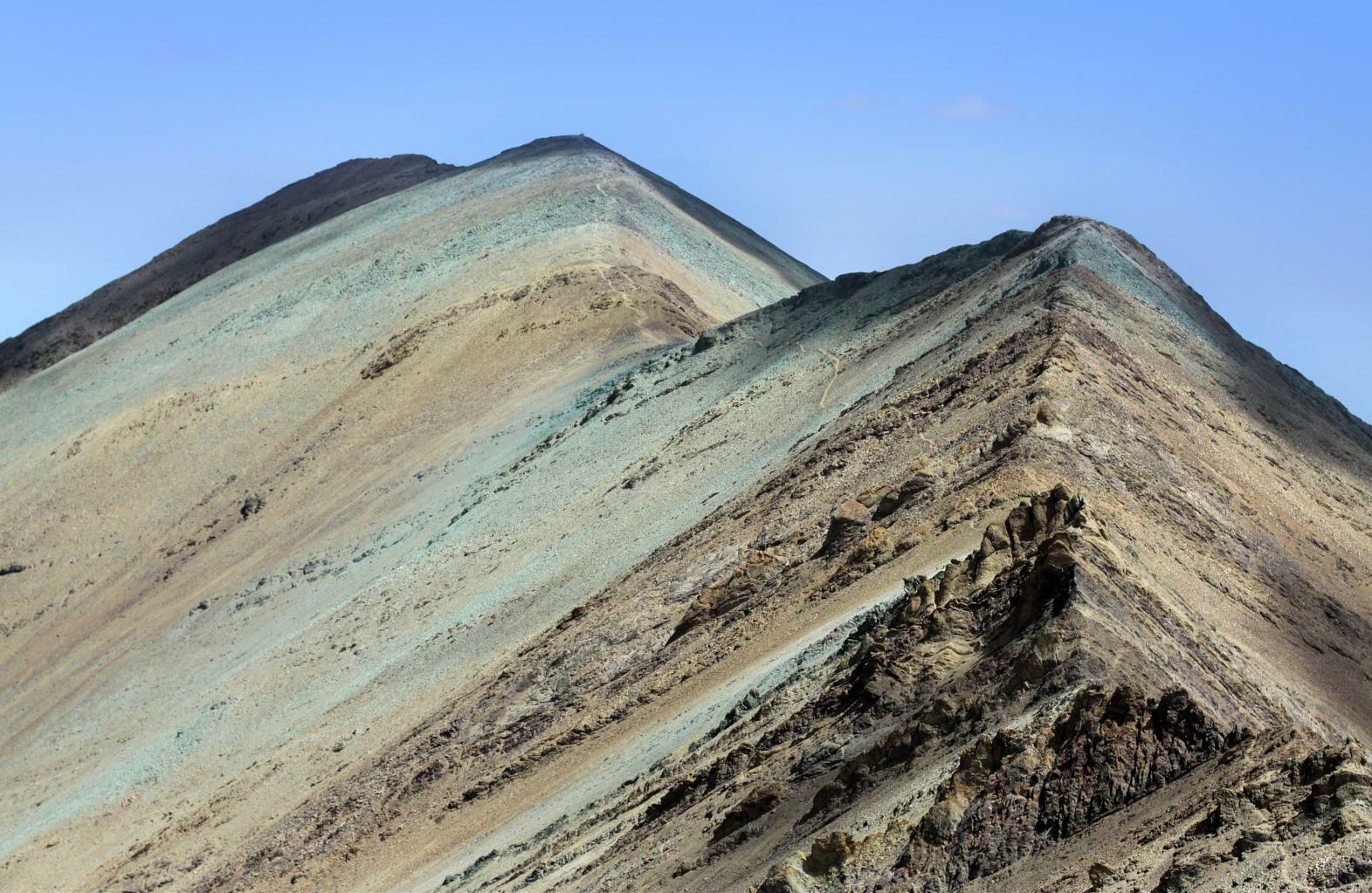
Spitze des Choleno (2017)

Der Choleno (persisch خلنو) ist nach dem Damawand und dem Alam-Kuh der dritthöchste Berg in der Elburs-Region in Iran.